# Theoz
Theodor Haraldsson, plus connu sous le pseudonyme Theoz (né le 17 juillet 2005) est un chanteur et acteur suédois. Il a commencé sa carrière en postant des vidéos sur Musical.ly en 2016 sous le nom de Theoz. En 2020, il a tenu un rôle principal dans le film Rymdresan face à Robert Gustafsson. En 2021, il a participé à l'émission Lotta På Liseberg, qui est diffusé sur TV4.
Theoz a participé au Melodifestivalen 2022 avec la chanson Som du Vill. Il participe également l'année suivante au Melodifestivalen 2023, avec la chanson Mer av Dig.

## Discographie

### Singles
| Titre       | Année | Meilleur classement | Album        |
| Titre       | Année | SWE                 | Album        |
| ----------- | ----- | ------------------- | ------------ |
| HET         | 2018  | 53                  | Single isolé |
| Som Du Vill | 2022  | 7                   | Single isolé |
| Mer Av Dig  | 2023  | 9                   | Single isolé |